# Колледж Льюиса и Кларка
Колледж Льюиса и Кларка (англ. Lewis & Clark College) — частный гуманитарный университет в г. Портленд, штат Орегон, США. 
В состав вуза входит Колледж искусств и наук, Школа права и Аспирантская школа образования. Колледж Льюиса и Кларка является членом Annapolis Group. В колледже обучается около 3500 студентов из более чем 50 стран мира. Колледж Льюиса и Кларка был основан в 1867 году в г. Олбани как Институт Олбани. В 1938 году кампус института переместился в Портленд. В 1942 году вуз получил своё нынешнее название. В рейтинге U.S. News & World Report за 2016 год Колледж Льюиса и Кларка занял 87-е место среди гуманитарных вузов США.